# Neotrichia salada
Neotrichia salada är en nattsländeart som beskrevs av Oliver S. Flint Jr. 1982. Neotrichia salada ingår i släktet Neotrichia och familjen smånattsländor. Inga underarter finns listade i Catalogue of Life.